# Jean DuShon
Jean DuShon, eigentlich Anna Jean Harris (* 16. August 1935 in Detroit, Michigan; † 19. Juli 2019 in Stone Mountain, Georgia) war eine US-amerikanische Jazz-, Soul- und R&B-Sängerin, die vor allem für die erste veröffentlichte Version des Songs For Once in My Life bekannt ist, welcher später vielfach gecovert wurde.

## Biografie

### Frühe Jahre
Die in Detroit geborene Jean DuShon sang schon als Kind Gospellieder im Kirchenchor und nahm als Teenagerin an örtlichen Talentwettbewerben teil. Ab dem Alter von 18 Jahren sang sie professionell in bekannten Detroiter Nachtclubs wie der Frolics Showbar, dem Twenty Grand und der Flame Show Bar. Zu ihren frühen Einflüssen gehörten Jazz- und Bluessängerinnen wie Billie Holiday und Dinah Washington. Ihre stimmliche Interpretation kam der von Washington so nah, dass Washington sie nach einem Auftritt in der Flame Show Bar wütend konfrontierte, was DuShon veranlasste, ihren eigenen Stil zu entwickeln.
Sie studierte am Detroit Conservatory of Music, wo sie die Aufmerksamkeit des Jazzmusikers und Musikagenten John Levy erregte, der Jazz-Größen wie George Shearing, Sarah Vaughan und Nancy Wilson managte. Levy wurde zunächst ihr Manager. Er wollte sie zu einem Star machen und verschaffte ihr zahlreiche Auftritte. Dann heiratete DuShon jedoch Freddie Atwell, der ihr Management übernahm. Zusammen zogen sie nach New York.
DuShon wurde Vokalistin in der Band von Cootie Williams, bevor Ahmet Ertegün, der Präsident von Atlantic Records, auf das junge Talent aufmerksam wurde. Er brachte sie mit dem Produzenten Phil Spector zusammen, mit dem sie eine Coverversion von Little Willie Johns Talk to Me, Talk to Me aufnahm. Die Single erschien 1961 auf Atlantics Tochterlabel Atco, fiel aber durch.
Es folgten diverse weitere Singleveröffentlichungen bei Plattenfirmen wie Okeh Records und Lenox Records, bis DuShon Mitte der 1960er Jahre bei Chess Records, bzw. seinen Jazz-Ablegern Argo Records und Cadet Records landete, wo insgesamt drei Studioalben erschienen: Make Way for Jean DuShon (1964; Bass: Earl May, Schlagzeug: Bruno Carr) mit dem Lou-Donaldson-Quintett, You Better Believe Me (1965; Bass: Cleveland Eaton, Schlagzeug: Redd Holt) mit dem Ramsey-Lewis-Trio und Feeling Good (1965; Arrangement: Oliver Nelson, Trompete: Clark Terry, Saxofon: Jerome Richardson).
In New Yorks bekanntem Apollo-Theater teilte sie sich die Bühne unter anderem mit Big Mama Thornton, Big Maybelle, Sonny Terry und Brownie McGhee.

### For Once in My Life
Während ihrer Zeit bei Cadet Records wurde DuShon von dem Songwriter Ron Miller kontaktiert, der zu dem Zeitpunkt für Motown komponierte und produzierte. Miller hatte zusammen mit Orlando Murden die Ballade For Once in My Life komponiert, die sie verschiedenen Künstlern bei verschiedenen Plattenfirmen zuschickten, um die Rückmeldungen auszutesten. Johnny Hartman lehnte den Song ab; Connie Haines nahm dann im Juli 1965 die erste bekannte Version davon auf. Ihre Version blieb aber 50 Jahre lang unveröffentlicht, bis sie erstmals 2015 auf dem Doppelalbum Motown Unreleased 1965 erschien.
Jean DuShon nahm ihre von Esmond Edwards produzierte Version von For Once in My Life im August 1966 auf und veröffentlicht sie im Oktober 1966 bei Cadet Records. Dieses war die erste veröffentlichte Version des Lieds.
Nachdem Berry Gordy DuShons Version gehört hatte, war er von dem Potenzial des Songs so überzeugt, dass er Chess Records bat, die Single nicht zu promoten. Er ließ ihn von einer Reihe von Motown-Künstlern aufnehmen, darunter Barbara McNair, die Four Tops, die Temptations und Stevie Wonder, dessen im Oktober 1968 veröffentlichte Uptempo-Version ein Hit wurde (#2 US R&B, #2 US Billboard Hot 100). Diese Version wurde daraufhin zahlreich gecovert (die Datenbank Second Hand Songs listet fast 300 Versionen auf) und es ist Stevie Wonder, mit dem das Stück am meisten in Verbindung gebracht wird.

### Spätere Jahre
Nach For Once in My Life kam nur noch eine weitere Single auf den Markt, As I Watch You Walk Away (1966). Aufgrund ihres bisherigen kommerziellen Misserfolgs desillusioniert, beendete DuShon danach ihre Plattenkarriere.
1967 hatte sie noch einen Auftritt beim New Jersey Jazz Festival. Bis in die 1970er Jahre hinein sang sie weiterhin in New Yorker Jazzclubs, unter anderem mit Ray Charles und Count Basie. 1974 trug sie Begleitgesang auf Jack McDuffs Album The Fourth Dimension bei. Zudem tourte sie mit Lloyd Price und Fats Domino. Später hatte sie noch eine Zweitkarriere in Broadway- und Off-Broadway-Stücken wie What the Wine Sellers Buy, Bubbling Brown Sugar, Little Dreamer: A Night in the Life of Bessie Smith und dem für einen Tony Award nominierten Blues in the Night.
Auf einer Europa-Tournee 1991 trat DuShon vor König Hussein I. von Jordanien und 1992 auf einer Gala für den gewählten US-Präsidenten Bill Clinton auf.
Jean DuShon verbrachte ihre späten Jahre unter ihrem Ehenamen Anna Atwell in Stone Mountain im US-Bundesstaat Georgia, wo sie am 19. Juli 2019 im Alter von 83 Jahren verstarb.

## Diskografie

### Studioalben
- 1964: Make Way for Jean DuShon (Argo LP-4039)
- 1965: You Better Believe Me (Argo LP-750)
- 1965: Feeling Good (Cadet Records LPS-4048)

### Singles
- 1960: "Is It Wrong to Be Right" / "Together" (ABC-Paramount 45-10.092)
- 1961: "Talk to Me, Talk to Me" / "Tired of Trying" (Atco)
- 1962: "Second Class Lover" / "Plaything" (Okeh Records 4-7151)
- 1963: "It Won't Stop Hurtin' Me" / "Look the Other Way" (Lenox Records NX-5568)
- 1965: "More" / "You'd Better Believe Me" (Argo 5497) – mit dem Ramsey Lewis Trio
- 1965: "Feeling Good" / "Take a Chance" (Cadet 5518)
- 1966: "Out in the Cold Again" / "What Now My Love" (Cadet 5530)
- 1966: "All of A Sudden My Heart Sings" / "For Once in My Life" (Cadet 5545)
- 1966: "As I Watch You Walk Away" / "Make Him Your Own" (Cadet 5550)